# Tepe alveolar surdo
O tepe ou flepe alveolar surdo é rara como fonema. O símbolo no Alfabeto Fonético Internacional que representa este som é ⟨ɾ̥⟩, uma combinação da letra para o toque/aba alveolar sonoro e um diacrítico indicando ausência de voz. O símbolo X-SAMPA equivalente é 4_0.
A fricativa tocada alveolar surda relatada em alguns idiomas é na verdade uma fricativa alveolar não sibilante muito breve.

## Características
- Sua forma de articulação é tepe ou flepe, o que significa que é produzida com uma única contração dos músculos para que a língua faça contato muito breve.[1]
- Seu local de articulação é dentário ou alveolar, o que significa que se articula atrás dos dentes anteriores superiores ou na crista alveolar.[1]
- Na maioria das vezes é apical, o que significa que é pronunciado com a ponta da língua. Sua fonação é surda, o que significa que é produzida sem vibrações das cordas vocais.[1]
- Em alguns idiomas, as cordas vocais estão ativamente separadas, por isso é sempre sem voz; em outras, as cordas são frouxas, de modo que pode assumir a abertura de sons adjacentes.[1]
- É uma consoante oral, o que significa que o ar só pode escapar pela boca.[1]
- É uma consoante central, o que significa que é produzida direcionando o fluxo de ar ao longo do centro da língua, em vez de para os lados.[1]
- O mecanismo da corrente de ar é pulmonar, o que significa que é articulado empurrando o ar apenas com os pulmões e o diafragma, como na maioria dos sons.[1]

## Ocorrência
| Língua    | Língua    | Palavra | AFI      | Significado | Notas                                                                                           |
| --------- | --------- | ------- | -------- | ----------- | ----------------------------------------------------------------------------------------------- |
| Bengali   | Bengali   | আবার     | [ˈäbäɾ̥]  | De novo     | Possível alofone de /ɹ/ na coda da sílaba.                                                      |
| Inglês    | Inglês    | throw   | [θɾ̪̊oʊ]   | Jogar       | Alofone de /ɹ/ depois de /θ/.                                                                   |
| Grego     | Cipriota  | αρφός   | [ɐɾ̥ˈfo̞s] | Irmão       | Alofone de /ɾ/ antes de consoantes surdas. Pode ser um trinado alveolar sem voz ao invés.       |
| Islandês  | Islandês  | hrafn   | [ˈɾ̥apn̪̊]  | Corvo       | Realização de /r̥/ para alguns alto-falantes. Também ilustra /n̥/.                                |
| Português | Português | assar   | [əˈsäɾ̥]  | Cozinhar    | Alofone aparente de /ɾ/; distribuição pouco clara, mas comum na coda do corpus de Jesus (2001). |